# Fluortant
Fluortant är slang för tandvårdspersonal, oftast en tandhygienist eller tandsköterska, som genom uppsökande verksamhet genomför fluorsköljning bland låg-, mellan- och högstadieelever, med syfte att skydda tändernas emalj och förebygga karies. Fluortanten håller även föreläsningar om tandvård, främst i skolorna. För män förekommer benämningen fluormän.
Från 1960-talet och fram till början av 1990-talet var fluortanten ett obligatoriskt inslag i skolorna i Sverige. Av besparingsskäl upphörde den obligatoriska fluorsköljningen. Under 2000-talet har fluortanten åter börjat besöka vissa skolor.
Sedan 2009 firas "fluortantens dag" den 1 september med syfte att främja tandhälsan. I Stockholm uppmärksammas dagen med att fluortanter besöker utvalda offentliga platser, informerar och erbjuder fluorprodukter till allmänheten.